# Borja Fernández Fernández
Borja Fernández Fernández, conocido como Borja (Orense, 14 de enero de 1981), es un exfutbolista español. Se retiró en 2019 siendo jugador del Real Valladolid CF de la Primera División de España. Su posición habitual fue la de mediocentro defensivo.
Inicia su andadura como entrenador fichando por el equipo de su ciudad natal, el U.D. Ourense, de la Tercera Federación, rubricando contrato el miércoles 3 de abril de 2024.

## Trayectoria deportiva
Borja Fernández ha sido formado en las categorías inferiores del Real Madrid, adonde llegó con 15 años procedente del Pabellón Club de Fútbol, pasando por el tercer y segundo equipo hasta llegar al primer equipo, donde ha disputado un total de 23 partidos en Liga, 11 de Copa y 4 de Copa de Europa. Fue cedido al Mallorca donde no llegó a despuntar y al principio de la temporada 06-07 fue traspasado al Valladolid.
En junio de 2010 llega libre al Getafe CF, por el que firma 4 años de contrato, para, en agosto de 2011, ser cedido por una temporada al RC Deportivo de La Coruña.
El 31 de diciembre de 2014 el Éibar anuncia su fichaje por lo que resta de temporada.
El 25 de enero de 2016 el Valladolid oficializa su fichaje.
El 17 de enero de 2017, casi un año después de su llegada al equipo pucelano, firma por la Unión Deportiva Almería.
El 12 de julio de 2017 ficha por el Valladolid en la que será su tercera etapa en el club vallisoletano. Fue clave en la temporada de la entidad blanquivioleta, que consiguió el octavo ascenso de su historia a la Primera División del fútbol español después de una recta final de temporada espectacular y de superar en los playoffs a Sporting y Numancia.
En la temporada 2018/19 juega en Primera División para el Valladolid. Temporada que terminó siendo su última como futbolista profesional, anunciando su retirada el 17 de mayo de 2019. Apenas once días después, fue detenido por la policía relacionado con un presunto amaño de partidos en el marco de la Operación Oikos.

## Clubes
| Club                      | País   | Año       | Partidos | Goles | Asistencias |
| ------------------------- | ------ | --------- | -------- | ----- | ----------- |
| Real Madrid Castilla      | España | 2001-2003 | 73       | 4     | 0           |
| Real Madrid               | España | 2003-2005 | 38       | 0     | 0           |
| RCD Mallorca              | España | 2005-2006 | 17       | 0     | 0           |
| Real Valladolid           | España | 2006-2010 | 110      | 3     | 0           |
| Getafe CF                 | España | 2010-2011 | 20       | 0     | 0           |
| RC Deportivo de La Coruña | España | 2011-2012 | 24       | 2     | 0           |
| Getafe CF                 | España | 2012-2014 | 46       | 1     | 4           |
| Atlético de Kolkata       | India  | 2014-2015 | 46       | 1     | 2           |
| S.D. Eibar                | España | 2015      | 16       | 1     | 0           |
| Atlético de Kolkata       | India  | 2015      | 16       | 0     | 2           |
| Real Valladolid           | España | 2016      | 17       | 0     | 0           |
| Atlético de Kolkata       | India  | 2016      | 16       | 0     | 2           |
| Unión Deportiva Almería   | España | 2017      | 20       | 2     | 0           |
| Real Valladolid           | España | 2017-2019 | 63       | 5     | 3           |

## Palmarés
Real Valladolid
- Segunda División de España (1): 2006–07.

Deportivo La Coruña
- Segunda División de España (1): 2011–12.

Atlético Kolkata
- Superliga de India (2): 2014, 2016.